# Yvan Alagbé
Pour les articles homonymes, voir Yvan.
Yvan Alagbé (né le 18 janvier 1971 à Paris) est un artiste français de littérature graphique.

## Biographie
Né à Paris en 1971 d'une mère française et d'un père béninois, Yvan Alagbé passe les trois premières années de sa vie à Paris, avant d'aller au Bénin à l'âge de 5 ans. Après une scolarité en France, il étudie les mathématiques et la physique à l'université Paris Sud (Orsay), où il rencontre Olivier Marboeuf. Ensemble, ils décident d'arrêter leurs études et de se consacrer à la bande dessinée en créant l'association Dissidence Art Work (DAK) en 1991. S'ensuivent un fanzine d'arts contemporains, L'Œil carnivore, puis une revue de bande dessinée, Le Cheval sans tête. Leur première bande dessinée, Ville Prostituée, dessinée par Alagbé sur un scénario d'Olivier Marboeuf, est publiée aux éditions Vents d'Ouest en 1993. L'année suivante, ils créent leur propre maison d'édition, Amok qui, avec l'association belge Fréon, constitue le FRMK (prononcez Frémok) le 22 juin 2002.
En 2004, avec Olivier Bramanti, il publie Qui a connu le feu. Les dessins font l'objet d'expositions à la Maison des Auteurs d'Angoulême ainsi que d'une lecture au théâtre de Poitiers.

## Œuvres

### Albums de bande dessinée
- Ville Prostituée  (dessin), avec Olivier Marboeuf (scénario), t. 1 : Valse dans un seul corps, Vents d'Ouest, coll. « Gris Feu », 1993
- Nègres jaunes, Amok, coll. « Feu ! » (no 3), 1995. Réédition partiellement redessinée dans la collection « Octave », 2000  (ISBN 2-911842-60-X).
- Dyaa, Wissous, Amok, coll. « Feu ! », 1997 (ISBN 2-911842-21-9). Réédition Frémok, 2002.
- Personne ne connaît mon nom, Amok, coll. « Espèces », 2000.
- Qui a connu le feu/Who has known fire ?  (avec Olivier Bramanti), Bruxelles/Montreuil, Frémok, coll. « Amphigouri », 2004 (ISBN 2-911842-92-8).
- Nègres jaunes et Autres Créatures imaginaires, Montreuil (Seine-Saint-Denis), Frémok, coll. « Amphigouri », 2012, 100 p. (ISBN 978-2-930204-63-5).
- École de la misère, Montreuil (Seine-Saint-Denis), Frémok, coll. « Amphigouri », 2013, 264 p. (ISBN 978-2-930204-72-7).

### Participations à des ouvrages collectifs
- Plusieurs publications dans les revues Le Cheval sans tête (éd. Amok), Jade (éd. 6 pieds sous Terre), L'éprouvette (éd. L'Association)
- Courroux, in Le réveil des nations, éd. Autrement, 1996
- Hélène Alagbé, Hors la France, propos recueillis par Yvan Alagbé, éd. Amok, 1997,  (ISBN 2-911842-25-1)
- Khamel Khelif, Cité Bassens, traverse du mazout, propos recueillis et présentés par Yvan Alagbé et Olivier Marboeuf, éd. Amok, 1997,  (ISBN 2-911842-24-3)
- Jacqueline Tamanani, Les illusions de la jeunesse, propos recueillis et présentés par Yvan Alagbé et Karine Maincent, éd. Frmk, 2005,  (ISBN 2-35065-003-0)
- Léon Zyguel, Il fallait absolument que je rentre, propos recueillis et présentés par Yvan Alagbé et Karine Maincent, éd. Frmk, 2005,  (ISBN 2-35065-004-9)